# Ed Repka
Edward J. Repka (22 de outubro de 1970) é um artista americano mais conhecido por criar capas de álbuns para bandas de metal.

## Lista de trabalhos
- 3 Inches of Blood – Advance & Vanquish
- Aggression (Spanish band) – Moshpirit
- After All – Dawn of the Enforcer
- After All – Rejection Overruled
- After All – Waves of Annihilation
- Abiotx – Straight to Hell
- Ancesthor – Beneath the Mask
- Atheist – Piece of Time
- Austrian Death Machine – Total Brutal
- Austrian Death Machine – Double Brutal
- Austrian Death Machine – Triple Brutal
- The Black Zombie Procession – Mess with the Best, Die Like the Rest
- Besieged – Victims Beyond All Help
- Bloodfreak – Scared Stiff
- Brainwreck – Evil Waysl
- Burning Nitrum – Molotov
- Chorpuss – "Witch of the Moor"
- Circle Jerks – VI
- Condition Critical – Operational Hazard
- Dark Angel – Darkness Descends
- Dark Angel – Leave Scars
- Deal With it – End Time Prophecies
- Death – Scream Bloody Gore
- Death – Leprosy
- Death – Spiritual Healing
- Defiance – Product of Society
- Defiance – Beyond Recognition
- Dismantle – Satanic Force
- DSA Commando – Sputo
- Eliminator – Breaking the Wheel
- Elm Street – Barbed Wire Metal
- Evil Survives – Judas Priest Live
- Evil Survives – Powerkiller
- Exeloume – Fairytale of Perversion
- Exeloume – Return of the Nephilim
- Evildead – Annihilation of Civilization
- Evildead – The Underworld
- Evildead – United States of Anarchy
- Faith Or Fear – Instruments of Death
- Fallen Man – Mercenary
- Frade Negro – Black Souls in the Abyss (Brazilian band)
- Frade Negro – The Attack of the Damned
- Gruesome – Dimensions of Horror
- Gruesome – Savage Land
- Gruesome – Twisted Prayers
- Guillotine – Blood Money
- Hell's Domain – Hell's Domain
- Hexen – State of Insurgency
- Hirax – El Rostro de la Muerte
- Holy Grail – Improper Burial
- Hyades – And the Worst Is Yet to Come
- Hyades – The Roots of Trash
- Infinite Translation – Impulsive Attack
- Infinite Translation – Masked Reality
- Killjoy – Compelled by Fear
- Lost Society – Fast Loud Death
- Ludichrist – Immaculate Deception
- Mad Maze – Frames of Alienation
- Massacre – From Beyond
- Massacre – Inhuman Condition
- Megadeth – "Holy Wars... The Punishment Due"
- Megadeth – Peace Sells... But Who's Buying?
- Megadeth – "Hangar 18"
- Megadeth – "No More Mr. Nice Guy"
- Megadeth – Rust in Peace
- Megadeth – Rusted Pieces
- Merciless Death – Evil in the Night
- Municipal Waste – Hazardous Mutation
- Miss Djax – Inferno
- Miss Djax – Stereo Destroyer
- Napalm – Cruel Tranquility
- Necro – The Pre-Fix for Death
- NOFX – S&M Airlines
- Nuclear Assault – Game Over
- Pánico Al Miedo – Pánico Al Miedo
- Pitiful Reign – Visual Violence
- Possessed – Beyond the Gates
- Ravage – The End of Tomorrow
- Red Razor – Beer Revolution
- Ruff Neck – Ruff Treatment
- Sanctuary – Refuge Denied
- Sanctuary – Inception
- Skull Vomit – Deadly Observation
- S.O.B. – Gate of Doom
- Solstice – Solstice
- Steelwing – Lord of the Wasteland
- Suicidal Angels – Dead Again
- Suicidal Angels – Bloodbath
- Suicidal Angels – Divide and Conquer
- Suicidal Angels – "Division of Blood"
- Suicide Watch – Global Warning
- Toxic Holocaust – Hell on Earth
- Toxik – World Circus
- Toxik – Think This
- Ultra Violence – Deflect the Flow
- Ultra-Violence – Privilege to Overcome
- Uncle Slam – Will Work for Food
- Uncle Slam – When God Dies
- Untimely Demise – Black Widow
- Untimely Demise – City of Steel
- Untimely Demise –  Full Speed Metal
- Untimely Demise – No Promise of Tomorrow
- Untimely Demise – Systematic Eradication
- Various Artists – Butchering the Beatles – A Headbashing Tribute
- Various Artists – Thrash or Be Thrashed – An International Tribute to Thrash
- Venom – Here Lies
- Vio-lence – Eternal Nightmare
- Violent Playground – Thrashin Blues
- Whiplash – Unborn Again
- Wrathchild America – Climbin' the Walls
- Wild – Calles de Fuego (Spanish band)
- Wild – La Nueva Orden
- Zero Down – Good Times... At the Gates of Hell
- Zero Down – "No Limit to the Evil"
- Zombis Do Espaco – Em uma missão de Satanas
- Zumbis Do Espaco – Nos Viemos Em Paz